# Litva na letních olympijských hrách
Litva na letních olympijských hrách startuje od roku 1924. Toto je přehled účastí, medailového zisku a vlajkonošů na dané sportovní události.

## Účast na Letních olympijských hrách
| Dějiště LOH | LOH      | Vlajkonoš                                                                      | Zlatá medaile | Stříbrná medaile | Bronzová medaile | Celkem |
| --- | -------- | ------------------------------------------------------------------------------ | ------------- | ---------------- | ---------------- | ------ |
| 1924 Paříž | LOH 1924 | nebyl                                                                          | 0             | 0                | 0                | 0      |
| 1928 Amsterdam | LOH 1928 | nebyl                                                                          | 0             | 0                | 0                | 0      |
| 1932 Los Angeles | 1932     | –                                                                              | –             | –                | –                | –      |
| 1936 Německo | 1936     | –                                                                              | –             | –                | –                | –      |
| V období 1940–1990 byla Litva součástí Sovětského svazu, který litevští sportovci reprezentovali na XV.–XXIV. hrách, s výjimkou her XXIII. |          |                                                                                |               |                  |                  |        |
| 1992 Barcelona | LOH 1992 | Raimundas Mažuolis                                                             | 1             | 0                | 1                | 2      |
| 1996 Atlanta | LOH 1996 | Raimundas Mažuolis                                                             | 0             | 0                | 1                | 1      |
| 2000 Sydney | LOH 2000 | Romas Ubartas                                                                  | 2             | 0                | 3                | 5      |
| 2004 Athény | LOH 2004 | Saulius Štombergas                                                             | 1             | 2                | 0                | 3      |
| 2008 Peking | LOH 2008 | Šarūnas Jasikevičius                                                           | 0             | 2                | 3                | 5      |
| 2012 Londýn | LOH 2012 | Virgilijus Alekna                                                              | 2             | 1                | 2                | 5      |
| 2016 Rio de Janeiro | LOH 2016 | Gintarė Scheidt (zahájení) Edvinas Ramanauskas (ukončení)                      | 0             | 1                | 3                | 4      |
| 2020 Tokio | LOH 2020 | Sandra Jablonskytė a Giedrius Titenis (zahájení) Justinas Kinderis (zakončení) | 0             | 1                | 0                | 1      |
| 2024 Paříž | LOH 2024 | Rytis Jasiūnas Justina Vanagaitė                                               | 0             | 2                | 2                | 4      |
| Celkem | 11       |                                                                                | 6             | 9                | 15               | 30     |
| Zdroj na Olympedia.org |          |                                                                                |               |                  |                  |        |